# Mimostrangalia inlateralis
Mimostrangalia inlateralis là một loài bọ cánh cứng trong họ Cerambycidae.